# دومة بن إسماعيل
دُومَةُ  هو الابن السادس لإسماعيل بن إبراهيم بحسب سفر التكوين. 
في سفر التكوين 21:18، يَعِد ملاك الله هاجر وإبراهيم بأن نسلهما سوف يصبح أمة عظيمة، وفي سفر التكوين 17:20، يذكر أن إسماعيل أنجب 12 ابنًا، وهم أجداد 12 قبيلة. ودومة هو الابن السادس لإسماعيل وهو مذكور في سفر التكوين 25:14 وأخبار الأيام الأول 1:30.

## قبيلة دومة

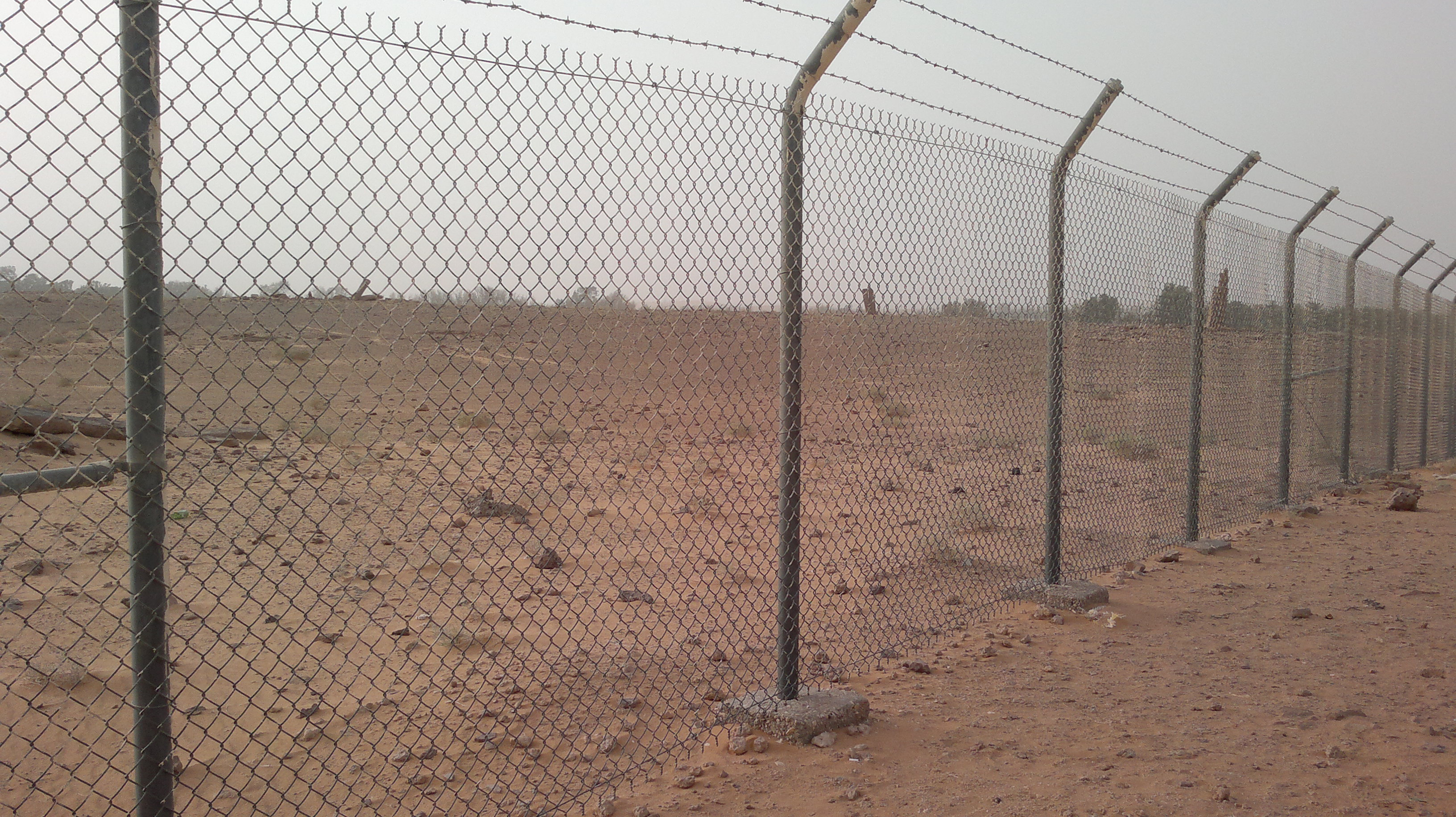
أطلال بالقرب من دومة الجندل: من الممارسات الشائعة في المملكة العربية السعودية إقامة السياج على المواقع الأثرية.

يحاول الباحثون تحديد موقع القبيلة التي تحمل اسم دومة، فيطرح البعض دير الدوما في محيط الخليل والذي ذُكر في يشوع 15:52، ويشير البعض الآخر إلى موقع دومة الجندل كمنافس أكثر ترجيحًا، وقد ورد ذكره في العصور القديمة في نقوش الملوك الآشوريين باسم أدوماتو، ووصفت بأنها «قلعة عربية تقع في الصحراء، تم تدميرها من قبل قوات سنحاريب». 

## قائمة المراجع
- The International Standard Bible Encyclopedia
- The Biblical Geography of Asia Minor, Phoenicia, and Arabia